# Джерман Тауншип (Пенсільванія)
Джерман Тауншип (англ. German Township) — селище (англ. township) в США, в окрузі Файєтт штату Пенсільванія. Населення — 4669 осіб (2020).

## Демографія
Згідно з переписом 2010 року, у селищі мешкало 5097 осіб у 2017 домогосподарствах у складі 1390 родин. Було 2269 помешкань
Расовий склад населення:
| - 92,8 % — білих - 5,9 % — чорних або афроамериканців - 0,1 % — корінних американців - 0,1 % — азіатів |

До двох чи більше рас належало 1,1 %. Частка іспаномовних становила 0,3 % від усіх жителів.
За віковим діапазоном населення розподілялося таким чином: 21,8 % — особи молодші 18 років, 62,9 % — особи у віці 18—64 років, 15,3 % — особи у віці 65 років та старші. Медіана віку мешканця становила 42,8 року. На 100 осіб жіночої статі у селищі припадало 94,1 чоловіків;  на 100 жінок у віці від 18 років та старших — 91,7 чоловіків також старших 18 років.
Середній дохід на одне домашнє господарство  становив 46 441 долар США (медіана — 30 592), а середній дохід на одну сім'ю — 55 801 долар (медіана — 54 531). За межею бідності перебувало 26,1 % осіб, у тому числі 51,6 % дітей у віці до 18 років та 16,4 % осіб у віці 65 років та старших.
Цивільне працевлаштоване населення становило 1996 осіб. Основні галузі зайнятості: освіта, охорона здоров'я та соціальна допомога — 32,0 %, роздрібна торгівля — 14,2 %, виробництво — 11,9 %, будівництво — 10,1 %.